# You’re Living All Over Me
You’re Living All Over Me (рус. Ты живёшь во мне) — второй студийный альбом американской альтернативной рок группы Dinosaur Jr., выпущенный 14 декабря 1987 года на лейбле SST Records.
Усовершенствованная формула, представленная в их дебютной работе, на You Living All Over Me включает рисованный вокал в сочетании с громкими гитарами и ритмическими вождениями. Альбом был хорошо принят критиками после выпуска, и в наши дни считается звёздным часом американского рока 1980-х.

## Об альбоме
По слухам, название альбома долго звучало как фраза, которую когда-то произнёс вокалист и гитарист Джей Маскис в отчаянии из-за стеснённых условий длительного тура группы. Тем не менее, Маскис опроверг эту историю.
Песня «Poledo» отличается от остальных песен в альбоме тем, что половина её звучит в виде lo-fi записи, на которой Лу Барлоу поёт и играет на укулеле, что схоже с его собственной группой Sebadoh, а остальная часть состоит из звуковых коллажей и абстрактного нойза.
В 2005 году все песни альбома были исполнены вживую в рамках концертной серии Don't Look Back, как часть фестиваля All Tomorrow’s Parties.

## Выпуск
Альбом был первоначально выпущен, когда группа была еще известна как Dinosaur, прежде чем судебный процесс заставил изменить название на Dinosaur jr. Альбом был отозван лейблом SST Records через несколько месяцев после выпуска пластинки для распечатки новых копий, где название группы заменили на Dinosaur jr.
Группа сняла видеоклип на песню «Little Fury Things» срежиссированный Джимом Спрингом и Йенсем Юргенсеном.

## Влияние
Альбом считается классикой инди- и альтернативного рока. В 2005 году журнал Spin определил на 31 место в списке 100 лучших альбомов 1985 по 2005 годы. Журнал Pitchfork Media поместил альбом на 40 место в списке «100 лучших альбомов 1980-х». Alternative Press поместил альбом на 5 место в списке «Top 99 Albums of '85 to '95». В списке «Топ 100 альбомов 1980-х» по версии Beats per Minute альбом занимает 17 место. Acclaimed Music считает его 429-м самым признанным альбомом всех времён. В книге Ника Эттфилда «33⅓» 2011 года You’re Living All Over Me был канонизирован как классика в истории рок-музыки. А также альбом вошёл в книгу «1001 Albums You Must Hear Before You Die».
Альбом стал очень влиятельным, в особенности он оказал влияние на такой жанр как шугейзинг. Кевин Шилдс из My Bloody Valentine назвал You're Living All Over Me повлиявшим на EP You Made Me Realise; обе группы в конечном итоге стали вместе гастролировать. Некоторые источники утверждают, что альбом также повлиял на группу Nirvana.

## Список композиций
Слова и музыка всех песен — Джей Маскис, за исключением отмеченных.
| №                   | Название             | Автор(ы)            | Длительность |
| ------------------- | -------------------- | ------------------- | ------------ |
| 1.                  | «Little Fury Things» |                     | 3:06         |
| 2.                  | «Kracked»            |                     | 2:50         |
| 3.                  | «Sludgefeast»        |                     | 5:17         |
| 4.                  | «The Lung»           |                     | 3:51         |
| 5.                  | «Raisans»            |                     | 3:50         |
| 6.                  | «Tarpit»             |                     | 4:36         |
| 7.                  | «In a Jar»           |                     | 3:28         |
| 8.                  | «Lose»               | Лу Барлоу           | 3:11         |
| 9.                  | «Poledo»             | Барлоу              | 5:43         |
| Общая длительность: | Общая длительность:  | Общая длительность: | 36:08        |

| №   | Название                                                                                | Автор(ы)                                                                   | Длительность |
| --- | --------------------------------------------------------------------------------------- | -------------------------------------------------------------------------- | ------------ |
| 10. | «Show Me the Way» (Только в CD-версии издания SST Records)                              | Питер Фрэмптон                                                             | 3:45         |
| 11. | «Just Like Heaven» (Только в переиздании на Merge Records и Imperial Records 2005 года) | Роберт Смит, Саймон Гэллап, Порл Томпсон, Борис Уилльямс, Лоуренс Толхёрст | 2:53         |
| 12. | «Throw Down» (Только в переиздании Imperial Records 2005 года)                          |                                                                            | 0:49         |
| 13. | «In a Jar (Live)» (Только в переиздании Imperial Records 2005 года)                     |                                                                            |              |

## Участники записи
| Dinosaur jr. - Джей Маскис — вокал, гитара, перкуссия - Лу Барлоу — вокал («Lose», «Poledo»), бэк-вокал, бас-гитара, укулеле («Lose», «Poledo») - Мёрф — барабаны Приглашённые музыканты - Ли Ранальдо — бэк-вокал («Little Fury Things») | Производственный персонал - Уортон Тиерс — продюсер - Дэвид Пин — звукорежиссёр - Тэд Уортон — звукорежиссёр - Колин Декер — мастеринг - Майк Маскис — дизайн обложки - Джон Фетлер — фотограф - Майкл Лавини — фотограф |